# Gina Raimondová
Gina Marie Raimondová (nepřechýleně: Raimondo, * 17. května 1971 Smithfield, Rhode Island) je americká politička a obchodnice na poli rizikových investic, členka Demokratické strany. V letech 2021–2025 byla ministryní obchodu Spojených států amerických ve  vládě Joea Bidena.
Mezi roky 2011–2015 působila ve funkci ministryně financí Rhode Islandu. V letech 2015–2021 pak byla guvernérkou Rhode Islandu, jako první žena v tomto úřadu. Během tohoto období rok předsedala Asociaci demokratických guvernérů. V březnu 2021 na funkci rezignovala, aby vstoupila do Bidenova kabinetu na post ministryně obchodu, kde nahradila republikána Wilbura Rosse sloužícího do ledna téhož roku v Trumpově vládě.

## Mládí a vzdělání
Narodila se roku 1971 v rhodeisladnském Smithfieldu, kde vyrostla, jako nejmladší ze tří sourozenců. Rodiče Jodephine a Joseph Raimondovi mají italský původ. Otec Joseph Raimond (1926–2014) pracoval v providenské pobočce výrobce hodin Bulova. V 56 letech se stal nezaměstnaným, když firma ukončila obchodování na čínském trhu a uzavřela továrnu v Providence.
Jako jedna z prvních dívek absolvovala střední soukromou katolickou školu La Salle Academy v Providence, kde přednesla závěrečnou řeč za absolventský ročník, privilegium tradičně udělované nejlepším studentům. V roce 1993 vystudovala s vyznamenáním ekonomii na Harvardově koleji Harvardovy univerzity a získala bakalářský titul (BA). Roku 1998 se stala doktorkou práv na Právnické fakultě Yaleovy univerzity (JD). Po udělení Rhodesova stipendia pokračovala dalším magisterským stupněm vzdělání na Nové koleji Oxfordské univerzity (MA), na níž roku 2002 završila postgraduální obor sociologie (Ph.D.). V disertační práci se věnovala tématu samoživitelství ve Spojených státech.

## Ministryně obchodu
Po vítězství Joea Bidena v amerických prezidentských volbách 2020 byla Raimondová zmiňována jako jedna z kandidátek na ministerskou funkci v připravovaném kabinetu. Nejdříve byla spojována s ministerstvem zdravotnictví a sociální péče. V prohlášení z 3. prosince 2020 odmítla, že by měla řídit tento rezort.
Biden 8. ledna 2021 zveřejnil záměr, po inauguraci Raimondovou nominovat do čela ministerstva obchodu. Po odeslání nominační listiny do Senátu se v horní komoře 26. ledna téhož roku zúčastnila slyšení před výborem pro obchod, vědu a dopravu. Schválení kandidatury na senátním plénu se uskutečnilo 2. března 2021, s kladným výsledkem hlasů senátorů 84 : 15. Úřadu se ujala následujícího dne složením přísahy do rukou viceprezidentky Kamaly Harrisové.

## Soukromý život
Za Andrewa Kinda Moffita se vdala 1. prosince 2001 v rhodeislandském Providence, v jehož východní čtvrti rodina žije. Manžel pochází z michiganského Mount Pleasant. Na Právnické fakultě Yaleovy univerzity získal titul doktora práv. S Raimondovou navázal partnerský vztah během magisterského studia na Oxfordské univerzitě. Působil jako koncipient federálního soudce v Brooklynu a právní zástupce newyorské kanceláře Davis, Polk & Wardwell. Pracoval také v manažerských pozicích, vyučoval na školách včetně přednáškového pásma na Brownově univerzitě. Do manželství se narodili dcera Cecilia a syn Thompson Raimondo Moffitovi.